# Palacete José Júlio de Andrade
Palacete Bibi Costa, também conhecido como Palacete José Júlio de Andrade, Palacete Costa e Castelinho é uma edificação histórica do início do século XX, construída entre os anos de 1904 e 1906, localizada na cidade de Belém no estado do Pará.

## Localização
Situa-se na esquina da Rua Joaquim Nabuco e Avenida Governador José Malcher, no bairro Nazaré. O bairro foi criado durante o governo de Antônio Lemos (1897-1911) e era habitado pela elite da cidade. Na atualidade o terreno do palacete é menor se comparado ao projeto original, devido às diversas mudanças de proprietários ao longo dos anos.

## Estilo e Construção
Construída no estilo arquitetônico eclético possui duas fachadas, sendo a principal a voltada para a Avenida Governador José Malcher.
Possui quatro pavimentos compostos pelo porão, no qual ficavam os empregados; o primeiro andar, destinado ao setor social; o segundo andar, com cômodos íntimos da família; e dois torreões que não possuíam função delimitada.

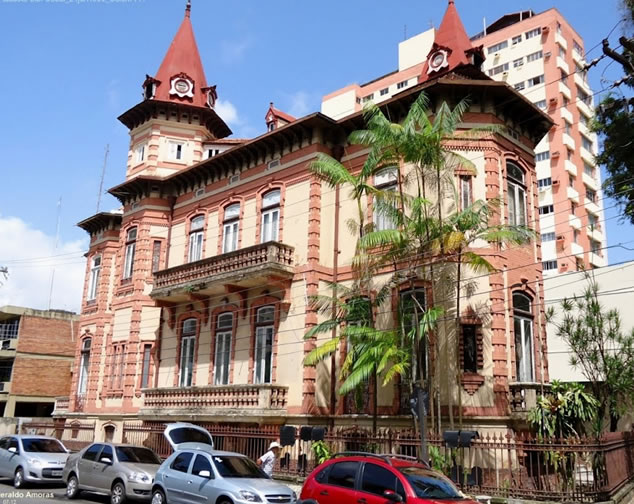
Palacete Bibi

No segundo pavimento havia um terraço com mosaicos hoje inexistentes. As fachadas possuem balaustradas em suas varandas, molduras em argamassa imitando tijolos, esculturas ornamentais em bronze e portões de ferro fundido no estilo Art Nouveau.

## Patrimônio Cultural
Em 1996 foi tombado como patrimônio histórico cultural de Belém.
Em 2022, foi incluído parte da "Rota dos Palacetes", uma programação cultural oferecida pela Prefeitura de Belém que levava pessoas em uma visita guiada para conhecer a história das construções centenárias da cidade.